# Mundo Juvenil
Mundo juvenil, subtitulada La revista de los amigos de Marisol, fue una revista femenina publicada por la editorial española Bruguera entre 1963 y 1964, alcanzando alrededor de 57 números.

## Contexto y trayectoria
Cinco años antes de la aparición de "Mundo Juvenil", Editorial Bruguera había lanzado la revista "Sissi", aprovechando el éxito de la trilogía cinematográfica iniciada en 1955 por la película homónima, protagonizada por Romy Schneider. Con "Mundo Juvenil" intentó repetir su éxito a través del mito popular de "Marisol".
"Mundo juvenil" tenía un contenido heterógeneo, al igual que su modelo, e incluía:
| Año  | Números | Título                   | Autoría                      | Tipo              |
| ---- | ------- | ------------------------ | ---------------------------- | ----------------- |
| 1963 |         | Marisol                  |                              |                   |
| 1963 |         | La alegre pandilla       | Segura                       | Historieta cómica |
| 1963 |         | Eloy, chico de hoy       | Iñigo                        | Historieta cómica |
| 1963 |         | Lander’s School          | Antonio Turnes/Manuel Cuyàs  |                   |
| 1963 |         | La preocupación de Patty | Alicia Romero/Ángeles Batlle |                   |

El investigador Juan Antonio Ramírez atribuyó su limitada duración a su dependencia del mito de "Marisol" como niña-prodigio, que se volvió obsoleto hacia el final de esta época.